# Helmut Metzger (Autor)
Helmut Metzger (* 6. Juli 1917 in Bad Dürkheim; † 20. Dezember 1995 ebenda) war ein deutscher Autor und wurde als Pfälzer Mundartdichter bekannt.

## Familie
Metzger war das einzige Kind des Justizinspektors Philipp Metzger und dessen Ehefrau Magdalene geb. Schey. Zusammen mit seiner Ehefrau Helene Luise geb. Ziegler, die er am 22. Februar 1941 heiratete, hatte er zwei Söhne, die 1944 bzw. 1946 geboren sind.

## Ausbildung und Beruf
1934 erwarb Metzger an der Bärmannischen Realschule in seiner Geburtsstadt die Mittlere Reife. Nach einer Verwaltungslehre bestand er 1938 die Prüfung für den gehobenen Dienst. Während seines Berufslebens bei der Pfälzischen Pensionsanstalt stieg er bis zum Amtsrat auf. Nach einem Herzinfarkt 1977 wurde er 1978 vorzeitig pensioniert.

## Krieg und Gefangenschaft
Gleich zu Beginn des Zweiten Weltkrieges wurde Metzger zur Wehrmacht einberufen und war an der West- und an der Ostfront eingesetzt. Nach Kriegsende befand er sich drei Monate lang in amerikanischer Kriegsgefangenschaft und gründete dort die Bunte Bühne, die mit Unterhaltungsprogrammen auch in anderen Gefangenenlagern auftrat.

## Schriftsteller
Nebenberuflich betätigte sich Metzger als Schriftsteller, vor allem als Mundartautor. In einem Zeitraum von 47 Jahren gab er zahlreiche Bücher in der regionalen Mundart heraus, mehrere wurden nach seinem Tod erstmals bzw. neu aufgelegt. Für den damaligen Südwestfunk (SWF), heute Südwestrundfunk (SWR), schrieb er einige Hörspiele; zwei Bühnenstücke von ihm wurden öffentlich aufgeführt. Beim Mundartdichterwettstreit in Bockenheim gewann er mehrere Preise. Nachdem Metzger in den 1980er Jahren an Diabetes erkrankt war, verlor er deswegen Anfang der 1990er Jahre beide Beine, seine Nieren versagten. Die letzten Jahre verbrachte er im Rollstuhl. Seine späteren Werke behandeln oftmals den Umgang mit seiner Krankheit.

## Werke

### Bücher
- Trotz allem: Pfälzer Humor (1947)
- Er war Beamter. Heitere Beamtenfibel in Versen (1959)
- Mer sin halt wie mer sin! Ein heiteres Lebensbuch in Pfälzer Mundart (1961)
- Ebbes (1964)
- Die Pfälzer Rass – viel Wein, viel Spass. Ein Mundart-Versbuch (1964)
- Noch Ebbes (1970)
- Die Pälzisch Wei(n)geschicht (1975)
- Der heitere Adolar (1979)
- Die Pälzisch Wei(n)geschicht (überarb. Neuauflage 1980, zusammen mit Karl Heinz)
- Viechereie. Spassig gsat un ernscht gemeent (1980)
- Ur-Pälzisch (1982)
- Alle Sorte Leit: Ein vorwiegend heiteres Versbuch in Pfälzer Mundart (1985, zusammen mit Bruno Kröll)
- Ebbes for Patiente. „Medi-zynisches“ in Pfälzer Mundart-Versen (1986)
- Derkemer Worschtmarkt. Geschichte – Geschichten – Gedichte (1986, zusammen mit Kurt Dehn und Karl Heinz)
- De Humor geht vor (1994; Neuauflage 2002, postum)
- Nadur pur (1997, postum)

### Hörspiele
- Rund um den Dürkheimer Wurstmarkt
- Rund um das Dürkheimer Faß
- De Feierwehr-Ball
- Der Hitzkopp-Flori
- Versichert. Regie: Alexander Malachovsky, BR 1986, 11 Min.

### Bühnenstücke
- Der Hitzkopp-Flori
- Uff de Hochzisch